# ヒドロキシデクロロアトラジンエチルアミノヒドロラーゼ
ヒドロキシデクロロアトラジンエチルアミノヒドロラーゼ(hydroxydechloroatrazine ethylaminohydrolase, EC 3.5.99.3)は、以下の化学反応を触媒する酵素である。
4-(エチルアミノ)-2-ヒドロキシ-6-(イソプロピルアミノ)-1,3,5-トリアジン + H2O {\displaystyle \rightleftharpoons } N-イソプロピルアンメリド + エチルアミン
従って、この酵素の2つの基質は、4-(エチルアミノ)-2-ヒドロキシ-6-(イソプロピルアミノ)-1,3,5-トリアジンと水、一方、2つの生成物は、N-イソプロピルアンメリドとエチルアミンである。
この酵素は、加水分解酵素の中で、ペプチド結合以外の炭素-窒素結合、特にEC番号3.5に分類されていない化合物に作用するものとして分類される。系統名は、4-(エチルアミノ)-2-ヒドロキシ-6-(イソプロピルアミノ)-1,3,5-トリアジンエチルアミノヒドロラーゼ
(4-(ethylamino)-2-hydroxy-6-(isopropylamino)-1,3,5-triazine ethylaminohydrolase)である。アトラジン分解に関与している。